# Jindřich Rezek
Jindřich Rezek, né le 31 janvier 1884 et mort le 14 août 1940, est un footballeur international bohémien, évoluant au poste de milieu de terrain.

## Biographie
Joueur de l'AC Sparta Prague, Jindřich Rezek honore deux sélections avec l'équipe nationale bohémo-morave. Il est le tout premier buteur de l'histoire de la sélection, lors du match contre la Hongrie en 1903.